# Johannes Henricus Brand
Johannes Henricus (Jan) Brand (Kaapstad, 6 december 1823 – Bloemfontein, 14 juli 1888) was de vierde staatspresident van de Oranje Vrijstaat. Hij was met meer dan 24 jaar in functie de langstzittende president van de republiek. Zijn karakteristieke uitspraak "alles zal recht komen als elkeen zijn plicht doet" is tegenwoordig een bekend gezegde in het Afrikaans (Alles sal reg kom as ons almal ons plig doen).

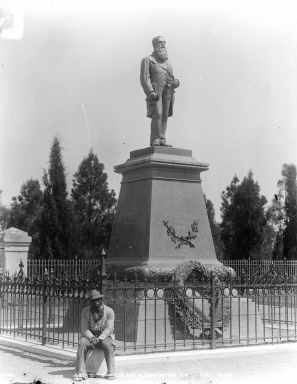
Standbeeld van Brand in Bloemfontein

## Biografie
Brand was de zoon van Christoffel Brand, een Afrikaner jurist in Kaapstad. Na afsluiting van zijn middelbaar onderwijs in Kaapstad ging hij voor zijn studie naar Leiden. Hij was getrouwd met Johanna Zastron en had elf kinderen; acht zonen en drie dochters.
Brand was geen Voortrekker en ging niet mee met de Grote Trek, maar emigreerde pas na de stichting van de Oranje Vrijstaat naar de republiek om aan het Britse gezag te ontkomen. In 1863 werd hij daar tot president verkozen en won alle vier de verkiezingen daarna (1869, 1874, 1879 en 1884).
Tijdens zijn presidentschap voerde hij twee succesvolle Basotho-oorlogen en voerde hij een neutraal beleid uit tegenover het Verenigd Koninkrijk. Toen hij in 1871 de kans kreeg om staatspresident te worden van de Zuid-Afrikaansche Republiek (Transvaal) en de twee Boerenrepublieken te verenigen, wees hij dit af, omdat het project te vijandig was tegenover het Verenigd Koninkrijk.
Tijdens de Eerste Boerenoorlog tussen het Verenigd Koninkrijk en Transvaal maakte hij de weg vrij voor de Conventie van Pretoria, het vredesverdrag dat de oorlog zou beëindigen. Voor zijn inzet voor de vrede werd hij door koningin Victoria onderscheiden met de benoeming tot Grootkruis in de Orde van Sint-Michaël en Sint-George.
Brand was, zoals zijn herverkiezingen bewijzen, populair bij de Boeren. De Oranje Vrijstaat was welvarend onder zijn leiderschap en werd zelfs een modelrepubliek genoemd. Hij stierf tijdens zijn presidentschap in de hoofdstad Bloemfontein, waar hij herinnerd wordt met een standbeeld.
Amsterdam vernoemde in 1923 een straat naar hem: President Brandstraat. 
- Digitale Bibliotheek voor de Nederlandse Letteren: bran120
- International Standard Name Identifier: 0000 0001 0440 5847
- Library of Congress Control Number: nb2010024429
- Nederlandse Thesaurus van Auteursnamen: 101863152
- Virtual International Authority File: 156206330
- WorldCat: E39PBJtcDtQGV6FqCXVXvWyrv3